# Mahalapye
Mahalapye je grad u Bocvani. Administrativno pripada distriktu Central. Nalazi se na jugoistoku države, na rubu pustinje Kalahari, 200 km sjeverno od glavnog grada Gaboronea i 70-ak km zapadno od granice s Južnoafričkom Republikom. Leži na cesti koja povezuje Gaborone s Francistownom te ga se smatra granicom između južne i sjeverne Bocvane.
Godine 2001. Mahalapye je imao 39.719 stanovnika.